# Elektrowinkel
De Elektrowinkel is een wetenschapswinkel die elektrotechnisch gerelateerde vragen probeert onder te brengen in het wetenschappelijk onderwijs dan wel onderzoek. Deze bemiddeling is bedoeld voor individuen en non-profitorganisaties die op geen andere wijze toegang kunnen krijgen tot de wetenschappelijke wereld en is daarom in principe kosteloos.
In Eindhoven wordt de enige elektrowinkel in Nederland gerund door studenten van de Technische Universiteit Eindhoven. Relatief veel vragen worden gesteld over het vervaardigen van een hulpmiddel voor gehandicapten.